# 博朗库尔
博朗库尔（法語：Beaulencourt，法語發音：[bolɑ̃kuʁ]）是法国上法兰西大区加来海峡省的一个市镇，位于该省东南部，属于阿拉斯区。

## 地理
博朗库尔（50°4'34"N, 2°52'43"E）面积4.9 平方千米，位于法国上法蘭西大區加来海峡省，该省份为法国北部沿海省份，西北濒北海，南至索姆省，东临北部省。
与博朗库尔接壤的市镇（或旧市镇、城区）包括：里安库尔莱巴波姆、利尼-蒂卢瓦、勒特朗卢瓦、维莱欧弗洛、格德库尔、莱伯、巴波姆。

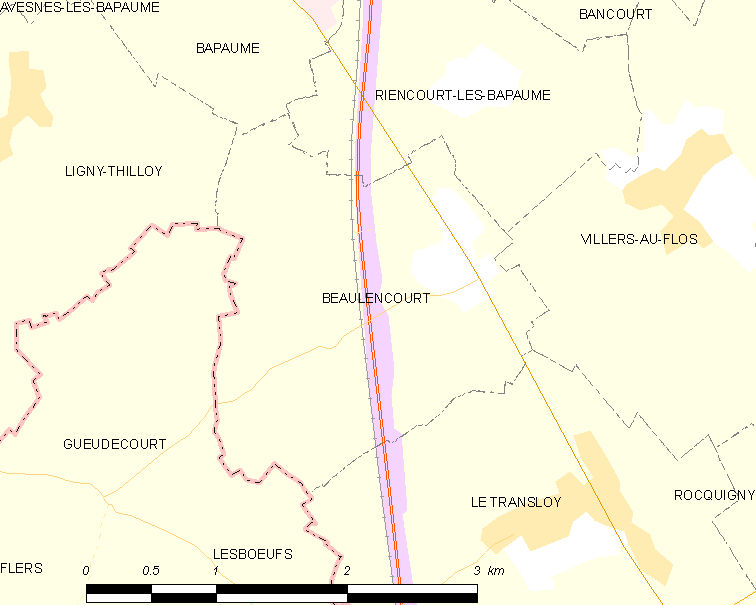
博朗库尔的OSM定位图

博朗库尔的时区为UTC+01:00、UTC+02:00（夏令时）。

## 行政
博朗库尔的邮政编码为62450，INSEE市镇编码为62093。

## 政治
博朗库尔所属的省级选区为巴波姆县。

## 人口

1962-2008年间博朗库尔人口变化图示

博朗库尔于2022年1月1日时的人口数量为232人。